# 5768 (année hébraïque)
5768 (hébreu : ה'תשס"ח , abbr. : תשס"ח) est une année hébraïque qui a commencé à la veille au soir du 13 septembre 2007 et s'est finie le 29 septembre 2008. Cette année a compté 383 jours. Ce fut une année embolismique dans le cycle métonique, avec deux mois de Adar - Adar I et Adar II. Ce fut une année de chemitta.
En l'an 5768, l'État d'Israël a fêté ses 60 ans d'indépendance.

## Calendrier
Ce calendrier hébraïque de l'année 5768 donne les correspondances avec les dates du calendrier grégorien.
Le premier nombre dans chaque case correspond au jour du mois hébraïque. Les jours en couleurs sont des jours remarquables juifs ou israéliens.
| ◄◄ | 5768 | ►► |

## Événements
- Massacre de Merkaz Harav

## Décès
- Avraham Shapira
- Bobby Fischer
- Dan Shomron
- Shmuel Katz
- Tomy Lapid
- Paul Newman

5763 - 5764 - 5765 - 5766 - 5767 - 5768 - 5769 - 5770 - 5771 - 5772 - 5773